# Supercoppa di Bulgaria 2006
La Supercoppa di Bulgaria 2006 è stata la 4ª edizione di tale competizione, disputata il 30 luglio 2006 allo Stadio Nazionale Vasil Levski di Sofia. La sfida ha visto contrapposte il Levski Sofia, vincitore del campionato, e il CSKA Sofia, vincitore della coppa nazionale. Il CSKA Sofia ha avuto la meglio sul Levski Sofia per 3 a 0 dopo i calci di rigore, conquistando il trofeo per la seconda volta nella sua storia.

## Tabellino
| Arbitro: | Vraykov |

|                                 |                      |                     |
| Topuzakov Domovčijski Borimirov | Tiri di rigore 0 – 3 | Trică Todorov Petre |

| Levski Sofia | CSKA Sofia |

| Levski:          |    |                             |
|                  |    |                             |
| P                | 1  | Georgi Petkov               |
| D                | 20 | Stanislav Angelov           |
| D                | 11 | Elin Topuzakov (c)          |
| D                | 4  | Igor Tomašić 43’            |
| D                | 25 | Lúcio Wagner 90’            |
| C                | 6  | Richard Eromoigbe 61’, 114’ |
| C                | 7  | Daniel Borimirov 13’        |
| C                | 21 | Dimităr Telkijski 90+1’     |
| C                | 10 | Hristo Jovov 53’            |
| A                | 27 | Cédric Bardon 88’           |
| A                | 28 | Emil Angelov 98’            |
| Sostituzioni:    |    |                             |
| P                | 88 | Nikolay Mihaylov            |
| D                | 3  | Zhivko Milanov 43’          |
| D                | 14 | Veselin Minev               |
| A                | 17 | Valeri Domovchiyski 98’     |
| C                | 18 | Miroslav Ivanov             |
| C                | 19 | Atanas Bornosuzov           |
| A                | 77 | Milan Koprivarov 53’        |
| Allenatore:      |    |                             |
| Stanimir Stoilov |    |                             |

| CSKA:         |    |                            |
|               |    |                            |
| P             | 12 | Ivajlo Petkov              |
| D             | 30 | Yordan Todorov 71’         |
| D             | 3  | Aleksandar Tunchev         |
| D             | 15 | Robert Petrov              |
| D             | 14 | Valentin Iliev (c) 71’     |
| C             | 6  | Sergej Jakirović 15’       |
| C             | 27 | Tiago Silva 87’ 115’       |
| C             | 10 | Georgi Iliev 69’           |
| C             | 18 | Florentin Petre 96’        |
| A             | 19 | Eugen Trică 64’            |
| A             | 77 | José Furtado 39’           |
| Sostituzioni: |    |                            |
| P             | 22 | Ilko Pirgov                |
| D             | 5  | Kiril Kotev 71’            |
| A             | 11 | Guillaume Dah Zadi 39’ 85’ |
| C             | 20 | Yordan Yurukov 115’ 116’   |
| D             | 25 | Ivan Ivanov                |
| A             | 31 | Miroslav Manolov           |
| C             | 34 | Daniel Georgiev            |
| Allenatore:   |    |                            |
| Plamen Markov |    |                            |